# Gulioniškė
Gulioniškė ist ein Dorf mit sechs Einwohnern (2011) in der Gemeinde Kazlų Rūda (Litauen), östlich von Višakio Rūda. 
Durch das Dorf fließt die Judrė. Im Osten liegen Wälder und die Stadt Kazlų Rūda. Dort baute die Sowjetarmee während der litauischen Okkupationszeit geheime militärische Objekte der Sowjetunion. Hierbei entstanden unter anderem Waffenplätze in Kaunas, der Flughafen Kazlų Rūda, Villen für sowjetische Generäle und andere Objekte in Sowjetlitauen.